# Bistum Chifeng
Das Bistum Chifeng (lat.: Dioecesis Cefomensis) ist ein römisch-katholisches Bistum mit Sitz in Chifeng in der Volksrepublik China.

## Geschichte
Papst Pius XI. gründete mit dem Breve Romani Pontifices die Apostolische Präfektur Chihfeng am 21. Januar 1932 aus Gebietsabtretungen des Apostolischen Vikariats Jehol. Mit der Apostolischen Konstitution Per Apostolicas Litteras wurde es am 21. April 1949 zum Bistum erhoben. 
1990 wurde mit Andreas Yu Zhu Wen zum ersten Mal seit 1957 ein Bischof der Chinesisch Katholisch-Patriotischen Vereinigung geweiht, der auch von Rom anerkannt wurde.

## Ordinarien

### Apostolischer Präfekt von Chihfeng
- Lucas Tchao (11. Januar 1932 – 21. April 1949)

### Bischöfe von Chifeng
- Andreas Yu Zhu Wen (1990 – 24. September 2006)
- John Lei Jiapei (seit 2006)